# Auberge d'Aragon (Il-Birgu)
Pour les articles homonymes, voir Auberge d'Aragon.
L’auberge d'Aragon (maltais : I Berġa tal-Aragona) est une auberge hospitalière située à Il-Birgu à Malte. Elle a été construite pour abriter des chevaliers de l'ordre de Saint-Jean de Jérusalem originaires de la langue d'Aragon, de Navarre et de Catalogne, jusqu'à la construction d'une nouvelle auberge à La Valette.
Elle est située à côté de l'auberge de France et de l'auberge d'Auvergne et Provence. Le bâtiment, de deux étages, a un couloir central et deux balcons.
L'auberge est inscrite dans plusieurs inventaires visant à sa protection, comme dans l'Antiquities List of 1925 et dans l'inventaire national du patrimoine culturel des îles maltaises. Elle a été classée au niveau 1 des monuments nationaux en 2009.